# شارع ماكماهون
شارع ماك ماهون (بالفرنسية: Avenue Mac-Mahon)‏ هو شارع مشهور من شوارع مدينة باريس. سمي هذا الشارع هكذا نسبة إلى باتريس دو مكماهون.

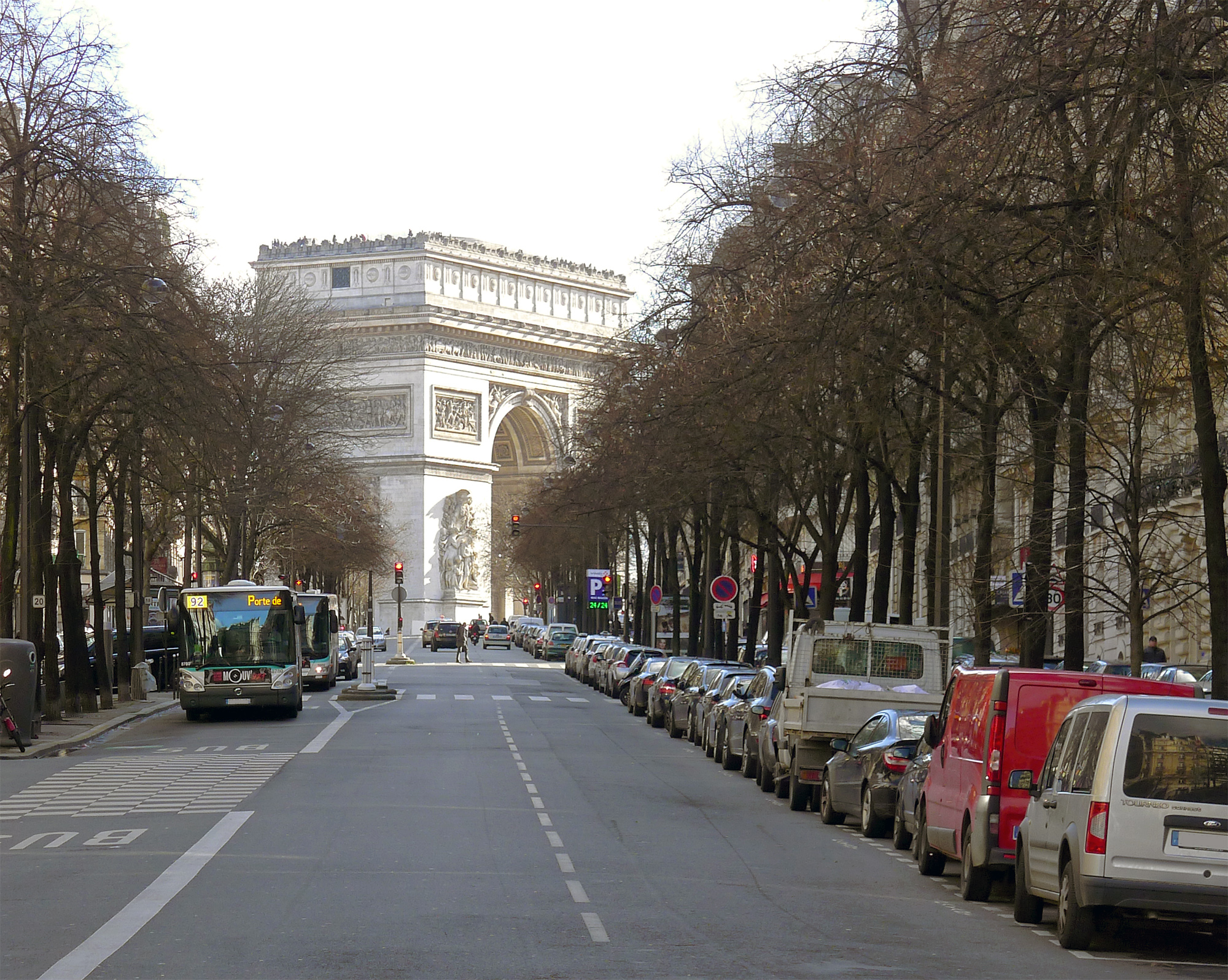
L'avenue, vue en direction de l'قوس النصر (باريس).